# مايك بيرد (طبال)
مايك بيرد (بالإنجليزية: Mike Baird)‏ هو طبال أمريكي، ولد في 18 مايو 1951 في سوث غيت في الولايات المتحدة.

## وصلات خارجية
- مايك بيرد على موقع IMDb (الإنجليزية)
- مايك بيرد على موقع ميوزك برينز (الإنجليزية)
- مايك بيرد على موقع أول ميوزيك (الإنجليزية)
- مايك بيرد على موقع ديسكوغز (الإنجليزية)